# Lhuys
Lhuys ist eine französische Gemeinde mit 139 Einwohnern (Stand 1. Januar 2022) im Département Aisne in der Region Hauts-de-France. Sie gehört zum Arrondissement Soissons, zum Kanton Fère-en-Tardenois und zum Gemeindeverband Val de l’Aisne.

## Geographie
Die Gemeinde Lhuys liegt am Flüsschen Muze, einem Zufluss der Vesle, 20 Kilometer südöstlich von Soissons. Durch die Gemeinde führt die Bahnstrecke Trilport–Bazoches. Nachbargemeinden von Lhuys sind Tannières im Norden, Mont-Notre-Dame im Nordosten, Bruys im Südosten, Mareuil-en-Dôle im Süden, Loupeigne im Südwesten, Arcy-Sainte-Restitue im Westen sowie Jouaignes im Nordwesten.

## Bevölkerungsentwicklung
| Jahr                       | 1962 | 1968 | 1975 | 1982 | 1990 | 1999 | 2009 | 2015 | 2022 |
| Einwohner                  | 125  | 122  | 106  | 77   | 106  | 115  | 146  | 146  | 139  |
| Quellen: Cassini und INSEE |      |      |      |      |      |      |      |      |      |

## Sehenswürdigkeiten
- Kirche Saint-Medard-et-Saint-Gildard, Monument historique seit 1913[1]